# Fran Nedeljko
Fran Nedeljko, slovenski mladinski in ljudski pisatelj, * 10. oktober 1858, Rakovci, † 27. november 1931, Ljubljana.

## Življenje
Oče mu je bil Anton Nedelko, mati mu je bila Ana (rojena Stöger). Ljudsko šolo je obiskoval pri Sv. Tomažu, nižjo šolo je dokončal na Ptuju. Šolanja ni nadaljeval, zato je vstopil v frančiškanski red provincije sv. Ladislava v Zagrebu, od koder je bil po končanem noviciatu premeščen v Varaždin. Samostan je kmalu zapustil in se vrnil v domovino, kjer se je pripravljal za izpit za mariborskega učitelja, a študija ni dokončal. Nato je bil leta 1841 zaposlen pri Ivanu Miheliču na Ptuju od koder je prišel septembra 1885 za uradnika k banki Slavija v Ljubljano, kjer je deloval do septembra 1927.

## Delo
Nedeljko je deloval  pod psevdonimom Dominicus. Izdal je Narodne pripovedke za mladino. Iz knjig in časopisov je zbral Narodne pripovedke in pravljice (1889). Poslovenil je Andersenove pravljice (1896) in Hauffove pravljice (1907). Iz nemščine je prevedel zgodovinsko povest S prestola na morišče ali Nesrečna kraljeva rodbina (1887), povest Naselnikova hči, cvetlica pustinje (1887) in Don Kihot iz Manče (1890). Izdal je tudi zbirko izpeljivih poskusov iz fizike z naslovom Mali vedež (1900). Iz avstrijske zgodovine je zajel snov za svoje poljudne spise. Opisal je Postojno, Postojnsko jamo in okolico (1901), ter opisal Rusko-japonske vojne (1904). 
Narodne pripovedke za mladino so sestavljene iz dveh zvezkov. Prvi je izšel leta 1884, drugi pa 1887. Oba je založil in uredil Janez Giontini.

#### Knjige za otroke in mladino
- Narodne pripovedke za mladino, 1884 (COBISS)
- Narodne pripovedke in pravljice, 1889 (COBISS)
- Mali vedež, 1900 (COBISS)

#### Knjige prevedene v slovenščino
- S prestola na morišče ali Nesrečna kraljeva rodbina, 1887 (COBISS)
- Naselnikova hči, cvetlica pustinje, 1887 (COBISS)
- Don Kihot iz Manče, 1890 (COBISS)
- Andersenove pravljice, 1896 (COBISS)
- Viljem Hauffove pravljice za mladino, 1907 (COBISS)